# Panza de cerdo

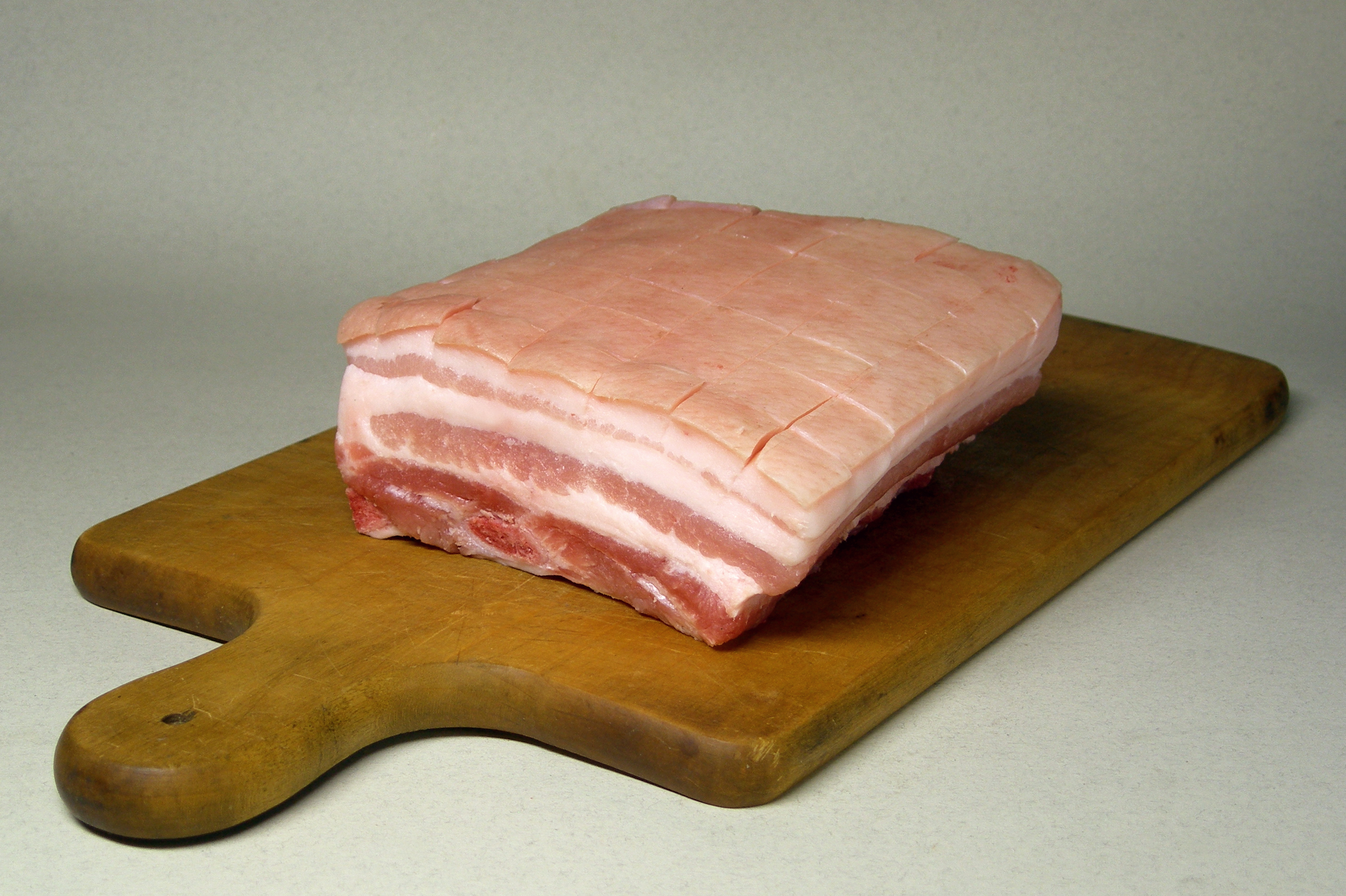
Panza de cerdo cruda con la corteza (piel).

La panza de cerdo o panzada es la carne procedente de la panza de un cerdo. La panceta se extrae de este corte, que es extremadamente popular en las cocinas china y coreana. En China suele marinarse y cocinarse en trozos grandes, empleándose en recetas como el cerdo agridulce o el cerdo de Dongpo (東坡肉). En Corea se prepara el samgyeopsal en una parrilla con ajo y pimientos verdes, acompañado a menudo con soju. La panza de cerdo sin curar se ha hecho popular recientemente en las cocina occidental, especialmente en restaurantes de categoría.

## Corea

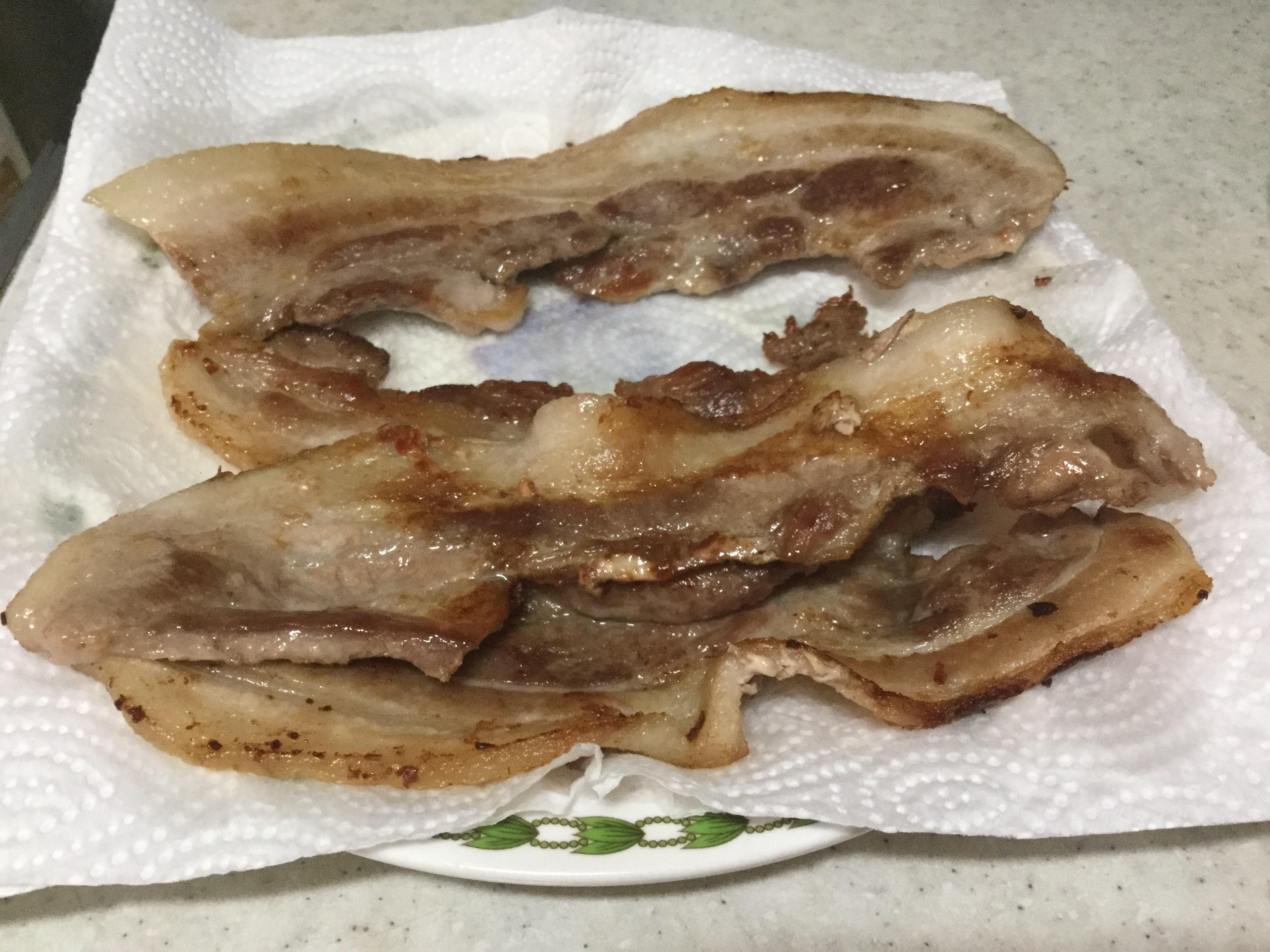
Sam Gyeop Sal o 삼겹살 preparándose en una sartén.

El Samgyeopsal (en hangul: 삼겹살, hanja 三겹살) es un plato muy popular de la cocina coreana. Es un plato que se suele servir por la tarde, consiste principalmente en rebanadas de carne de panceta (similar al bacon no curado), servido al estilo y con la misma apariencia que el galbi: esto es, la carne se aliña con ajo, sal y aceite de sésamo y es cocinada a la parrilla en una mesa de comer. 

### Características
Una rodaja de carne cocinada se suele poner en una hoja de lechuga o en alguna hoja de verdura, junto con arroz cocido y algo de ssamjang (una pasta elaborada con una mezcla de diversos ingredientes, entre los que hay una gochujang y doenjang), se suele comer en la mano. Se suele servir con pimientos verdes (que no son picantes) y rebanadas de ajo crudo remojado en salsa de ssamjang, así como cebollas de primavera en forma de ensalada que le proporciona un toque verde a la grasienta carne de cerdo. Se suele servir este plato acompañado de Soju, una bebida alcohólica coreana, ambos hacen una buena combinación.